# Carl Clemens Bücker

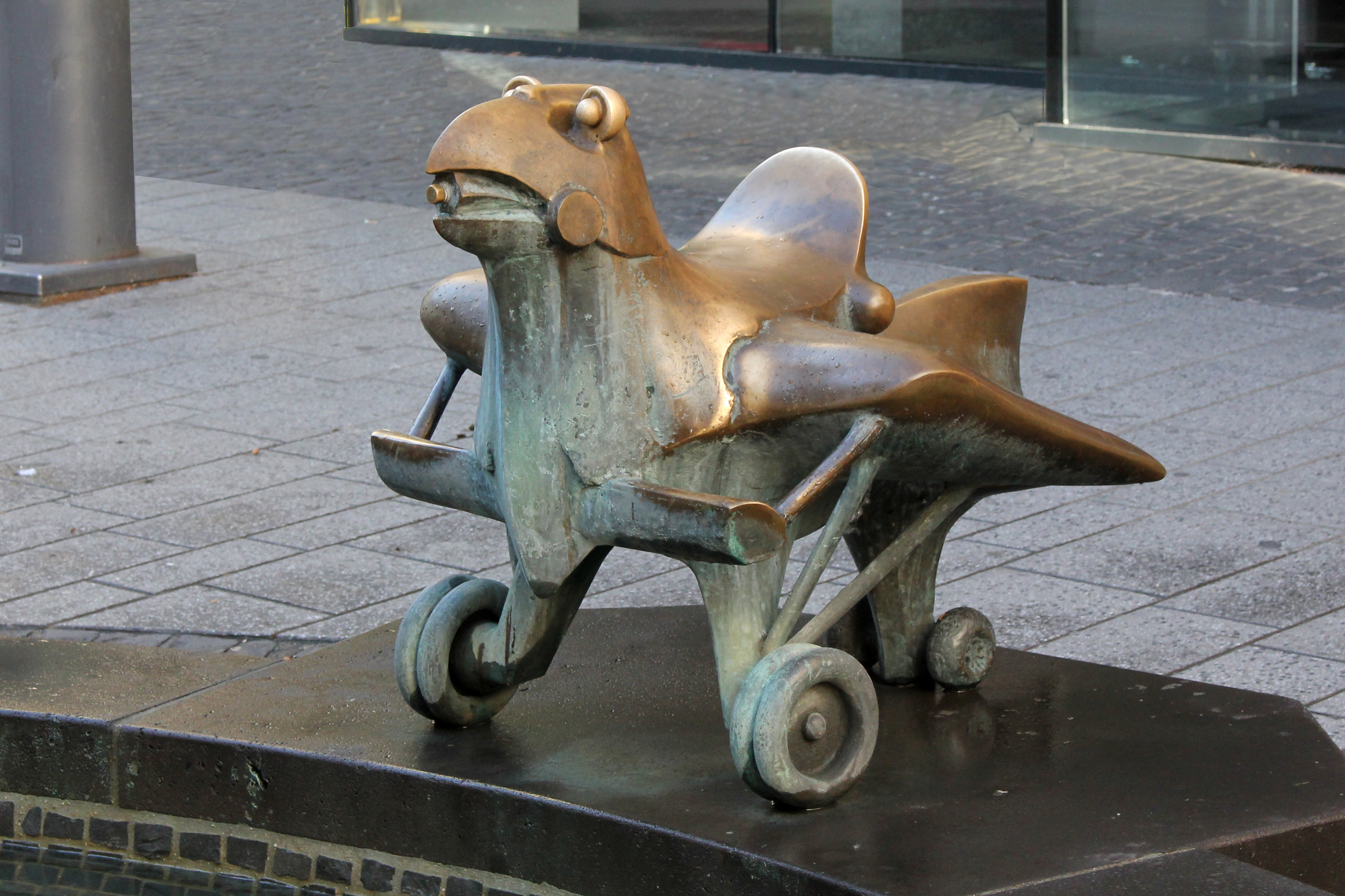
Allegorisk skulptur till minne av Carl Clemens Bücker vid uppfinnarens fontän i Koblenz

Carl Clemens Bücker, född 11 februari 1895 i Ehrenbreitstein, Tyskland, död 3 mars 1976 i Mölln, Tyskland var en tysk pilot, flygplanskonstruktör och industriman. Han är framförallt känd för sina på 1930-talet utvecklade konst- och skolflygplan Bü 131 och Bü 133.

## Biografi
Carl Bücker föddes 1895 i Ehrenbreitstein. Hans föräldrar var överläkaren Georg Bücker och hans fru Luise, född Ladner. När han var tolv år började han skolan i Münster, dit hans far förflyttades. Efter familjens återkomst till Koblenz gick han på Kaiserin-Augusta-Gymnasium. 1912 tog han examen och 1 april blev han kadett vid Kaiserliche Marine i Kiel. Han slutade sin utbildning vid marinen som löjtnant och blev vaktofficer på linjeskeppet Kaiser Karl der Große.
1914 började han utbildningen som marinflygare och flög insatser mot Sylt, Helgoland och Zeebrugge. Senare blev han förflyttad till ett marinflygkommando i Warnemünde, där han 1918 träffade konstruktören Ernst Heinkel. 1919 tog Bücker farväl från militärtjänsten och försökte sig en kort tid på att bli speditör på en östersjökutter.
1920 flyttade han till Sverige och blev pilot, 1 april 1921 som provflygare på Torpeddepartementet vid flottans varv i Stockholm (TDS) och rådgivare åt Marinens Flygväsende. Ett år senare blev han svensk medborgare och grundade tack vare stöd från Ernst Heinkel firman Svenska Aero på Lidingö i Stockholm, som de följande åren producerade några licensmodeller från Heinkel åt den svenska marinen, Sk 5, Sk 6 och Heinkel HE 1. Från 1927 konstruerade Bücker bland annat Piraten, Jaktfalken och Skolfalken.
I december 1932 gick Svenska Aero i konkurs och köptes upp ASJA. Bücker drog sig tillbaka till Tyskland och grundade 3 oktober i Berlin-Johannisthal en ny flygplansfabrik, Bücker Flugzeugbau GmbH. Chefskonstruktör Anders Johan Andersson, som hade jobbat på Svenska Aero, följde med Bücker till Tyskland. Anders J. Andersson konstruerade vid denna tid Bü 131 Jungmann, som blev en internationell försäljningsframgång, den vann gehör hos Reichsluftfahrtministerium (RLM). Vid krigsutbrottet hade Bü 131 Jungmann sålts till 23 länder.  
Bückers internationella framgångar gjorde att beslutet blev att sätta in också detta flygplan som skolflygplan vid  Luftwaffe. Detsamma gällde för nästa flygplansmodell, Bü 133 Jungmeister. Flygplan av båda typerna flyger än idag. 
1933 kom NSDAP:s Machtübernahme, 1935 byggde Bücker en ny fabrik i Rangsdorf bei Berlin och Bückers firma bands till rustningsproduktionen. Som nästa uppdrag var han tvungen att bygga 85 plan av konkurrentmodellen Focke-Wulf Fw 44  och åta sig att reparera He 46. Senare kom produktionen av segelflygplanet DFS 230 och av delar till Stuka Ju 87 såväl som jaktflygplanet Bf 109.
1939 fick Bücker än en gång en stor framgång med Bü 181 Bestmann. Flygplanet blev skol- och övningsflygplan åt Luftwaffe.
1943 steg arbetsstyrkan till över 1600 medarbetare. Ungefär en tredjedel därav bestod av krigsfångar från Sovjetunionen som var tvångsarbetare. 	
20 april 1945 lade fabriken ner arbetet. Två dagar senare intog Röda armén Berlin och förstörde fabriken. Anställda lämnade fabriken i riktning mot väst. C.C. slog sig ner i Hamburg och senare i Bonn.   
1946 togs Bücker Flugzeugbau GmbH i Rangsdorf i beslag av Sovjetunionen och var under sovjetisk militäradministration till 17 april 1948. 
I Bonn blev Bücker en tid företrädare för SAAB i Tyskland. Hans försök att få Luftwaffe att köpa det av hans vän Anders J. Andersson konstruerade flygplanet Saab 91 Safir misslyckades. Bara tyska Lufthansa köpte två stycken som nybörjarskolfkolflygplan för sina piloter. Tillsammans med Josef Bitz firma i Augsburg försökte han i slutet på 1950-talet att än en gång lansera sina båda framgångsrika flygplan Jungmann och Jungmeister men också denna plan gick fel. 1965 dog hans fru Hermine, född Jungbeck. De följande åren till sin död tillbringade han på ett ålderdomshem i Mölln-Lauenberg. Han dog 3 mars 1976 och fördes till Koblenz, det var hans önskan, och begravdes där på Hauptfriedhof.

## Flygplansmodeller
- Bücker Bü 131 Jungmann
- Bücker Bü 133 Jungmeister
- Bücker Bü 182 Kornett
- Bücker Bü 134
- Bücker Bü 181 Bestmann
- Sk 25